# 犬羚属
犬羚属是一些體型細小的羚羊，又称小羚羊，主要生活在南非及東非的灌林。犬羚属肩高約30到40公分，體長約50到70公分、體重約3到6公斤。牠們有著較長的鼻子及一層軟毛皮。額頂的毛髮豎起，而雄性的額毛有時部份地遮蓋短少及環狀的角。犬羚的英文名稱為Dik-dik，是以雌性的示警聲來命名的。

## 特徵
雌性犬羚属體型會較雄性的大。雄性有角，細少（約7.5厘米）及向後傾斜。犬羚属的頭部與其細少的身體彷彿不成比例。背部是灰褐色，腹部包括腳部及側面呈黃褐色。大部份犬羚属都有著淡色眼環。

## 棲息地
犬羚屬生存於東非的灌木地及熱帶莽原。犬羚属習慣生活於充滿可食用的草及灌木的地方，而樹木要較矮不會阻礙其視線。牠們與其他草食性動物，如長頸鹿及羚羊等生活在開放的草原。牠們亦生活在不同的地方如森林或平原上，但牠們必須要有好的屏障及不太高的草或植物。若草長得過高阻礙其視線，牠們搬離這地方。

## 行為
犬羚属一般都是半夜間行動的動物，主要在黎明前及黃昏後進食。

## 攝食
犬羚属都是草食性的，主要食糧為樹葉、莖、果實及漿果。牠們只會消耗體內的水份作為水化合物，以減少飲水的次數。和其它的偶蹄目動物一樣，牠們利用胃中的微生物幫助消化，並在初次消化後進行反芻。牠頭部的特別設計令牠們可以很容易的在金合歡的樹枝間吃取樹葉，且能讓牠們在進食間監察捕獵者的行動。

## 社會結構
犬羚属奉行一夫一妻，領域間的衝突很少發生。當衝突發生時，雙邊的雄性會衝向對方，在短暫的停峙後，劇烈的擺頭並轉身。牠們會重覆這些動作，並逐漸增加距離，直到其中一方放棄為止。雄性利用糞堆標示領域，會覆蓋雌性的糞堆。犬羚的一夫一妻制有可能是為了逃避獵食者的演化結果，為了求偶而暴露在獵食者的視線下是很危險的。伴侶花費64％的時間陪伴彼此，但雄性（而非雌性）在有機會時會試圖向另一位雌性尋求交配。
雌性在六個月大時達到性成熟，雄性則是在十二個月大。雌性孕期約為169到174天，最多一年兩次（於雨季開始及結束時）。和其它的反芻動物不同，犬羚在出生時，前肢是蜷縮而非伸展的。雌性出生時體重約為560到680公克，雄性則為725到795公克。哺乳期約為六個月，每次哺乳約數分鐘。幼體存活率大概是50%，經七個月成為亞成體，之後會被父母驅離。父親會驅離兒子，母親會驅離女兒。

## 捕獵者
犬羚属主要的捕食者有豹、獰貓、獅子、鬣狗及非洲野犬。其它捕食者則包括巨蜥、獵豹、胡狼、狒狒、鵰、鷹及蟒蛇。為了逃避追捕，犬羚演化出良好的視力及高達42公里的極速。

## 分類
犬羚属下有六個品種：
- 艮氏犬羚(Madoqua guentheri)
- 柯氏犬羚(Madoqua kirkii)
- 银犬羚(Madoqua piacentinii)
- 林犬羚(Madoqua saltiana)
- 红腹犬羚(Madoqua phillipsi)
- 斯氏犬羚(Madoqua swaynei)